# Mario Pelletier
Mario Pelletier, né à Squatec (Québec) le 14 août 1945, est un écrivain, critique littéraire, historien et journaliste québécois.
Il a publié une vingtaine de livres - essais, romans et poésies -, en plus de centaines d'articles dans divers journaux, revues et magazines au Québec.

## Biographie
Après des études en Lettres à l'Université McGill et en Science politique à l'Université de Montréal, Mario Pelletier a entrepris une carrière de journaliste au quotidien Le Soleil, puis il est entré dans la Fonction publique fédérale en 1972. En 1975, il était engagé au cabinet du premier ministre à Ottawa, comme rédacteur et traducteur. Il est revenu au journalisme quelques années plus tard, au Devoir, où il a signé de nombreuses critiques et entrevues littéraires en plus de diriger les pages culturelles du journal. Il a été en même temps directeur littéraire des Éditions Quinze, à Montréal. En 1981, il a participé à la Commission royale d'enquête sur les quotidiens (Commission Kent), à titre de rédacteur en chef français. Il a collaboré par la suite à plusieurs revues littéraires et magazines, dont Liberté, Écrits du Canada français, L'Actualité, etc.
Mario Pelletier a publié un premier recueil de poésie en 1977 (en livre d'artiste, avec des illustrations de Vincent Théberge), suivi d'un second en 1979. En 1989, il a publié un essai sur l'histoire de la Caisse de dépôt et placement du Québec (La machine à milliards), suivi d'un autre en 2002, et d'un troisième plus percutant en 2009 (La Caisse dans tous ses états) qui l'ont établi comme l'historien de référence de cette institution. En 1994, il a publié un essai autobiographique remarqué sur la génération des baby-boomers : La Traversée des illusions. Dans les années 2010, il s'est orienté davantage vers le roman, avec notamment Au temps des loups de Staline, récit inspiré d'une histoire vécue à l'époque de la Révolution russe.
Mario Pelletier est reconnu comme l'un des pionniers du « cyber-journalisme » au Québec, ayant lancé en 1996 le quotidien d'information techno Multimédium, site qui a joui d'une réputation notable dans le monde francophone avant d'être intégré au portail Canoë de Quebecor.
Mario Pelletier est membre de l'UNEQ (Union des écrivaines et des écrivains québécois) et de la SGDL (Société des Gens de Lettres de France).

## Œuvres

### Essais
- 1986 : Jérémie,peintre de la Côte-Nord, Montréal, Éditions Champ-de-Mars.
- 1989 : La machine à milliards, l'histoire de la Caisse de dépôt et placement du Québec, Montréal, Québec/Amérique.
- 1994 : La traversée des illusions, Montréal, Fides, collection « Itinéraires ».
- 1998 : Jean Le Moyne, une parole véhémente, en collaboration, Montréal, Fides.
- 2002 : Dix milliards par jour : comment la Caisse de dépôt est devenue une puissance mondiale de l'investissement, Montréal, Carte Blanche.
- 2009 : La Caisse dans tous ses états : l'histoire mouvementée de la Caisse de dépôt, Montréal, Carte Blanche.

### Poésie
- 1962 : Prélude estival, collectif, Montréal, Éditions Nocturne.
- 1963 : Crescendo, collectif, Montréal, Éditions Nocturne.
- 1965 : Poètes étrangers de langue française, collectif, Paris, Les Éditions de la Revue moderne.
- 1977 : Éléments, livre d'artiste avec gravures de Vincent Théberge, Montréal.
- 1979 : Ariane pour sortir du temps, livre d'artiste avec gravures de Vincent Théberge, Montréal, Le Paladin.
- 1983 : 12 poèmes, Montréal, Écrits du Canada français, no 48.
- 2007 : Ode Québec, 400 ans en vers... et contre tout, publié sous le pseudonyme Olivier Marion, Montréal, Carte Blanche.
- 2017 : De Capet à Macron - Mille ans de France, Paris, Éditions Chapitre.com.
- 2018 : Le souffle de l'apocalypse, Trois-Rivières, Écrits des Forges.
- 2020 : Chants de nuit pour un jour à venir, Trois-Rivières, Écrits des Forges.
- 2023 : Chants de nuit pour un jour à venir / Cantos de noche para un dia por venir, Guadalajara, Mantis Editores.
- 2024 : Survols narquois de l'Histoire - Mille ans de France et quatre cents ans de Québec, Paris, Les impliqués Éditeur (L'Harmattan).

### Romans
- 2011 : Les amants de la dernière heure, coécrit avec Pauline Michel, Montréal-Paris, Transit.
- 2011 : Les loups de Staline, Montréal-Paris, Cogito.
- 2012 : Au temps des loups de Staline, version révisée du précédent, Montréal, Fides.
- 2014 : Quand l'amour efface le temps, coécrit avec Pauline Michel, Montréal, Québec-Livres.
- 2017 : Quand la Russie hurlait avec les loups, Paris, Éditions Chapitre.com.
- 2017 : La quête de la fille disparue, coécrit avec Pauline Michel, Montréal, Fides.
- 2021 : La pierre de Satan, Montréal, Les Heures bleues.